# Zdenka Vidovič
Zdenka Vidovič, slovenska ekonomistka, * 18. julij 1952, Murska Sobota.

## Življenjepis
Vidovičeva, ki se je upokojila januarja 2011, je predhodno bila: davčna inšpektorica in državna revizorka, članica Računskega sodišča Republike Slovenije, druga namestnica predsednika računskega sodišča (2001-04), revizorka pri družbi KPMG (2005-08) in bila zaposlena tudi na Centru za razvoj financ (2008-09).
Leta 2006 je magistrirala na Ekonomski fakulteti v Ljubljani z nalogo Način izvedbe revidiranja državnega proračuna.
Septembra 2011 jo je Borut Pahor, predsednik 9. vlade RS, predlagal za ministrico za javno upravo. 13. septembra je dobila podporo matičnega državnozborskega odbora. 20. septembra je Državni zbor Republike Slovenije v paketnem glasovanju zavrnil vse ministrske kandidate (s 36 glasovi za in 51 proti).